# 움 쿨숨
움 쿨숨(아랍어: أم كلثوم 움 쿨숨, Umm Kulthum[*], 약 1904년 5월 4일경 ~ 1975년 2월 3일)은 이집트의 가수이다. 다칼리야 주 만수라 출신으로, 아랍 세계에서 가장 지명도가 높고 사람들에게 가장 사랑 받는 가수들 중 한 사람이다.